# Dhaulagiri I
Il Dhaulagiri I (spesso solo Dhaulagiri; lingua nepalese: धौलागिरी, letteralmente montagna bianca) è una montagna situata nell'omonimo gruppo montuoso della provincia di Gandaki Pradesh, nel Nepal centro-settentrionale. Con i suoi 8 167 metri di altezza sopra il livello del mare è la settima montagna più alta del mondo.
Fu scoperto nel 1808 e venne ritenuto il monte più alto della Terra per circa trenta anni, fino alla scoperta del Kangchenjunga.
Il Dhaulagiri I venne scalato la prima volta nel 1960 da un gruppo di alpinisti comprendenti l'austriaco Kurt Diemberger. La prima ascensione femminile fu compiuta da Lutgaarde Vivijs nel 1982. La prima invernale assoluta nel 1985.

## Cronologia alpinistica
- 1950 – ricognizione da parte opera dei francesi, guidati da Maurice Herzog; non trovando nessuna via salibile, mutano il loro obiettivo sull'Annapurna, riuscendo nella prima salita di un ottomila.
- 1953-1958 – cinque spedizioni provano senza successo a salire lungo il versante nord, chiamato anche "Pear Buttress".
- 1959 – una spedizione austriaca guidata da Fritz Moravec prova la prima salita lungo la cresta nord-est, che diventerà l'anno successivo la via della prima salita.
- 1960 – la prima ascensione fu compiuta il 13 maggio da una spedizione svizzero/austriaca guidata da Max Eiselin, insieme a Kurt Diemberger, Peter Diener, Ernst Forrer, Albin Schelbert, Nyima Dorji e Nawang Dorji. Fu la prima spedizione himalayana supportata da un aereo, un Pilatus PC-6, che però si schiantò durante l'avvicinamento e fu quindi abbandonato sulla montagna.[4]
- 1969 – una spedizione americana, guidata da Boyd Everett, tenta la cresta sud-est; sette membri della spedizione, compreso Everett, muoiono nel tentativo.
- 1970 – seconda salita da parte di una spedizione giapponese, guidata da Tokufu Ohta e Shoji Imanari, lungo la via della prima salita. I salitori sono Tetsuji Kawada e Lhakpa Tenzing.
- 1973 – una spedizione americana, guidata da James Morrissey, compie la terza salita in vetta. I salitori sono John Roskelley, Louis Reichardt, Nawang Samden.
- 1975 – una spedizione giapponese, guidata da Takashi Amemiya, tenta la salita del versante sud-ovest (conosciuto anche come "Pilastro Sud"). Sei alpinisti muoiono travolti da una valanga.
- 1976 – quarta salita del Dhaulagiri; prima degli italiani. Eseguita dalle guide alpine Aquile di San Martino Primiero.[5]
- 1977 – una spedizione internazionale guidata da Reinhold Messner tenta la parete sud.
- 1978 – una spedizione giapponese, guidata di nuovo da Takashi Amemiya, raggiunge in primavera la vetta per il versante sud-ovest. Cinque alpinisti giungono in vetta.
- 1978 – una spedizione giapponese, guidata da Seiko Tanaka, raggiunge in autunno la vetta per la difficile cresta sud-est. Quattro alpinisti muoiono durante la salita.
- 1981 – una spedizione jugoslava raggiunge in stile alpino i 7 950 m dopo aver aperto una via di salita lungo il versante sud, sul lato destro, concatenandosi alla cresta sud-est. Dopo quattro bivacchi all'aperto ed essere stati sei giorni senza cibo, rinunciano alla salita.
- 1981 – il giapponese Hironobu Kamuro raggiunge in solitaria la vetta, lungo la via normale di salita.
- 1982 – la prima ascensione femminile fu compiuta da Lutgaarde Vivijs il 6 maggio, facente parte di una spedizione belga, lungo la via normale.[6]
- 1984 – tre membri di una spedizione cecoslovacca, J. Simon, K. Jakes, J. Stejskal, raggiungono la vetta lungo il monumentale versante est. J. Simon muore nella discesa.
- 1985 – la prima ascensione invernale fu realizzata il 21 gennaio da Jerzy Kukuczka e Andrzej Czok, facenti parte di una spedizione polacca, lungo la via normale.[7]
- 1993 – una spedizione russo/inglese apre la Direttissima sul versante nord.
- 1998 – il 16 maggio Chantal Mauduit, famosa climber francese, muore travolta da una valanga.
- 1999 – lo sloveno Tomaž Humar sale l'enorme versante sud in solitaria, senza però raggiungere la vetta.
- 2006 - Nives Meroi e Romano Benet conquistano la vetta.
- 2018 - l'alpinista italiano Simone La Terra muore durante una scalata.[8]